# Drypetes chevalieri
Drypetes chevalieri là một loài thực vật có hoa trong họ Putranjivaceae. Loài này được Beille ex Hutch. & Dalziel mô tả khoa học đầu tiên năm 1928.